# 𐤕
La tau (𐤕‏‏‏‏‏‏‏‏) es la vigesimosegunda letra del alfabeto fenicio. Representaba el sonido obstruyente, oclusivo, dental y sordo transliterado como /t/. De esta letra derivan la taw siríaca (ܬ), la tav hebrea (ת), las tāʾ (ت) y ṯāʾ (ث) árabes, la tau (Τ) griega, la T latina y la Т cirílica.

## Historia
Significa literalmente «marca» o «señal».

### Origen
Se cree que tau se deriva del jeroglífico egipcio que representa una marca de conteo (en forma de aspa).
| Z9 |

### Evolución
| Fenicio | Púnico | Arameo   | Arameo  | Arameo | Arameo    |
| Fenicio | Púnico | Imperial | Nabateo | Hatreo | Palmireno |
| ------- | ------ | -------- | ------- | ------ | --------- |
|         |        |          |         |        |           |

## Descendientes

### Alfabeto árabe
Recibe el nombre tāʼ. Se escribe de distinta forma según su posición en la palabra:
| Posición | Aislada | Final | Media | Inicial |
| -------- | ------- | ----- | ----- | ------- |
| Forma:   | ت       | ـت    | ـتـ   | تـ      |

Una forma alternativa llamada tāʼ marbūṭa (ـَة ,ة) (تَاءْ مَرْبُوطَة), " tāʼ  atada") se utiliza al final de las palabras para marcar el género femenino de sustantivos y adjetivos. La tāʼ regular, para distinguirla de tāʼ marbūṭa, se conoce como tāʼ maftūḥa ( تَاءْ مَفْتُوحَة , "tāʼ  abierta").

### Alfabeto hebreo
Su nombre hebreo es תָו. La letra tav en hebreo moderno generalmente representa una oclusiva alveolar sorda : /t/.
La letra tav puede recibir un diacrítico dagesh kal.
En la pronunciación tradicional asquenazi, tav representa una /s/ sin el dagesh y tiene la forma oclusiva con el dagesh. Para los judíos yemenitas y de algunas áreas sefardíes, tav sin dagesh representaba una fricativa dental sorda /θ/ —una pronunciación alabada en la obra de Sfath Emeth como totalmente auténtica, mientras que la tav con el dagesh es la oclusiva /t/. Se ha dicho que en la pronunciación italiana tradicional, tav sin dagesh a veces es /d/.
Tav con geresh o chupchik (ת׳)  se utiliza a veces para representar el dígrafo TH en préstamos para representar el sonido /θ/, como la Z del español castellano.

### Alfabeto siríaco
En el alfabeto siríaco, como en los alfabetos hebreo y fenicio, taw (ܬܰܐܘ‎) or tăw (ܬܲܘ‎ or ܬܰܘ‎) es la letra final del alfabeto, que más comúnmente representa el par de consonantes dentales sorda [t̪] y fricativa [θ], diferenciadas fonéticamente por las marcas duras y blandas. Cuando se deja como sin marca  o marcado con un punto qūššāyā por encima de la letra  indica una pronunciación "dura", realizada como una /t/ oclusiva. Cuando está marcado con un punto rūkkāḵā debajo de la letra  indica la pronunciación 'suave', se convierte en una fricativa /θ/. El taw duro (taw qšīṯ) se transcribe como una t simple, mientras que la forma suave de la letra se transcribe como ṯ o th.
| ʾEsṭrangēlā (clásica) | Maḏnḥāyā (oriental) | Serṭo (occidental) | Unicode |
| --------------------- | ------------------- | ------------------ | ------- |
|                       |                     |                    | ܬ       |

## Unicode
| Carácter      | ت                 | ت                 | ܬ                 | ܬ                 |
| ------------- | ----------------- | ----------------- | ----------------- | ----------------- |
| Unicode       | ARABIC LETTER TEH | ARABIC LETTER TEH | SYRIAC LETTER TAW | SYRIAC LETTER TAW |
| Codificación  | decimal           | hex               | decimal           | hex               |
| Unicode       | 1578              | U+062A            | 1836              | U+072C            |
| UTF-8         | 216 170           | D8 AA             | 220 172           | DC AC             |
| Ref. numérica | &#1578;           | &#x62A;           | &#1836;           | &#x72C;           |

| Carácter      | ࠕ                    | ࠕ                    | 𐎚                  | 𐎚                  | 𐡕                           | 𐡕                           | 𐤕                     | 𐤕                     |
| ------------- | -------------------- | -------------------- | ------------------ | ------------------ | --------------------------- | --------------------------- | --------------------- | --------------------- |
| Unicode       | SAMARITAN LETTER TOF | SAMARITAN LETTER TOF | UGARITIC LETTER TO | UGARITIC LETTER TO | IMPERIAL ARAMAIC LETTER TAW | IMPERIAL ARAMAIC LETTER TAW | PHOENICIAN LETTER TAU | PHOENICIAN LETTER TAU |
| Codificación  | decimal              | hex                  | decimal            | hex                | decimal                     | hex                         | decimal               | hex                   |
| Unicode       | 2069                 | U+0815               | 66458              | U+1039A            | 67669                       | U+10855                     | 67861                 | U+10915               |
| UTF-8         | 224 160 149          | E0 A0 95             | 240 144 142 154    | F0 90 8E 9A        | 240 144 161 149             | F0 90 A1 95                 | 240 144 164 149       | F0 90 A4 95           |
| Ref. numérica | &#2069;              | &#x815;              | &#66458;           | &#x1039A;          | &#67669;                    | &#x10855;                   | &#67861;              | &#x10915;             |